# Bergsjön (Slättåkra socken, Halland, 630692-132857)
Bergsjön är en sjö i Halmstads kommun i Halland och ingår i Nissans huvudavrinningsområde.